# Deutsche Seniorenstift Gesellschaft
Die DSG Deutsche Seniorenstift Gesellschaft ist ein privater Betreiber von Pflegeheimen, Service-Wohnungen und einem ambulanten Pflegedienst. Sitz der Gesellschaft ist in Hannover.

## Tätigkeit
Hauptgeschäftsfeld des 2006 gegründeten Unternehmens ist der Betrieb von Pflegeheimen, in denen vollstationäre Pflege für alle Pflegegrade angeboten wird. Aktuell betreibt die Gesellschaft 27 Einrichtungen an 16 Standorten, darunter 21 Pflegeheime. Die Standorte sind auf die Bundesländer Brandenburg, Hamburg, Hessen, Mecklenburg-Vorpommern, Niedersachsen, Nordrhein-Westfalen und Sachsen verteilt.

## Geschichte
Das Unternehmen wurde im August 2006 gegründet. Ein Jahr später wurden die ersten vier Pflegeheime eröffnet. Im Februar 2011 war die DSG einer von 17 Preisträgern beim Ideenwettbewerb „Pflege“ des Niedersächsischen Ministeriums für Soziales, Frauen, Familie, Gesundheit und Integration. Prämiert wurde dabei eine von der DSG konzipierte Werbekampagne zur Gewinnung von Pflegefachkräften.
Im April 2014 veröffentlichte die Deutsche Seniorenstift Gesellschaft einen Leitfaden für das 7/7-Arbeitszeitmodell in der Pflege. Dieses beinhaltet als wesentlichen Bestandteil eine Abkehr von der in Pflege häufig eingesetzten 5,5-Tage-Woche und der damit verbundenen Früh- und Spätschichten. Stattdessen arbeiten die Mitarbeiter in der Pflege an sieben hintereinander folgenden Tagen für jeweils 10 Stunden mit 2 Stunden Pause und haben dann sieben Tage frei.
2021 gewann die Deutsche Seniorenstift Gesellschaft mit ihrem Projekt #DSGCares den Altenheim Zukunftspreis. Im Fokus des Projekts #DSGCares steht die Entlastung der rund 2.100 Mitarbeitenden durch eine Kombination von zukunftsweisenden Technologien. Dazu zählen ein KI-gestützter Dienstplan, eine mitdenkende Pflegedokumentation und die digitale Standortlokalisierung von Pflegehilfsmitteln.

## Standorte
Pflegeheime
- Berlin: Seniorenzentrum Hohenlohe
- Braunschweig: Pflegewohnstift Am Ringgleis
- Falkensee: Pflegewohnstift Falkensee
- Frankfurt am Main: Pflegewohnstift Am Wasserturm
- Garbsen: Pflegewohnstift Am Eichenpark
- Gütersloh: Pflegewohnstift Am Nordring
- Hamburg: Pflegewohnstift Alsterkrugchaussee
- Hannover: Pflegewohnstift Davenstedt
- Hänigsen: Pflegewohnstift An der Mühle
- Hoppegarten: Pflegewohnstift Hönow
- Leipzig: Pflegewohnstift Am Thonberg, Pflegewohnstift Gohlis, Pflegewohnstift Reudnitz;
- Pattensen: Pflegewohnstift An der Schützenallee
- Potsdam: Pflegewohnstift Babelsberg, Pflegewohnstift City-Quartier, Pflegewohnstift Waldstadt;
- Rostock: Pflegewohnstift Lichtenhagen
- Salzgitter-Bad: Pflegezentrum Irenenstift
- Wolfenbüttel: Pflegewohnstift Steinhäuser Gärten

Service-Wohnen
- Braunschweig: Service-Wohnen Am Ringgleis, Service-Wohngemeinschaft Am Ringgleis
- Gütersloh: Service-Wohnen Am Ringgleis
- Hoppegarten: Service-Wohnen Hönow
- Potsdam: Betreutes Wohnen City-Quartier, Service-Wohnen Babelsberg, Service-Wohnen in der Waldstadt;
- Rostock: Service Wohnen Alte Molkerei

Ambulante Pflegedienste
- Potsdam: DSG mobil – Ambulanter Pflegedienst
- Rostock: DSG mobil Rostock - Ambulanter Pflegedienst